# 33564 Miriamshira
33564 Miriamshira è un asteroide della fascia principale. Scoperto nel 1999, presenta un'orbita caratterizzata da un semiasse maggiore pari a 2,4697255 UA e da un'eccentricità di 0,0911456, inclinata di 5,30333° rispetto all'eclittica.